# ナットロースト

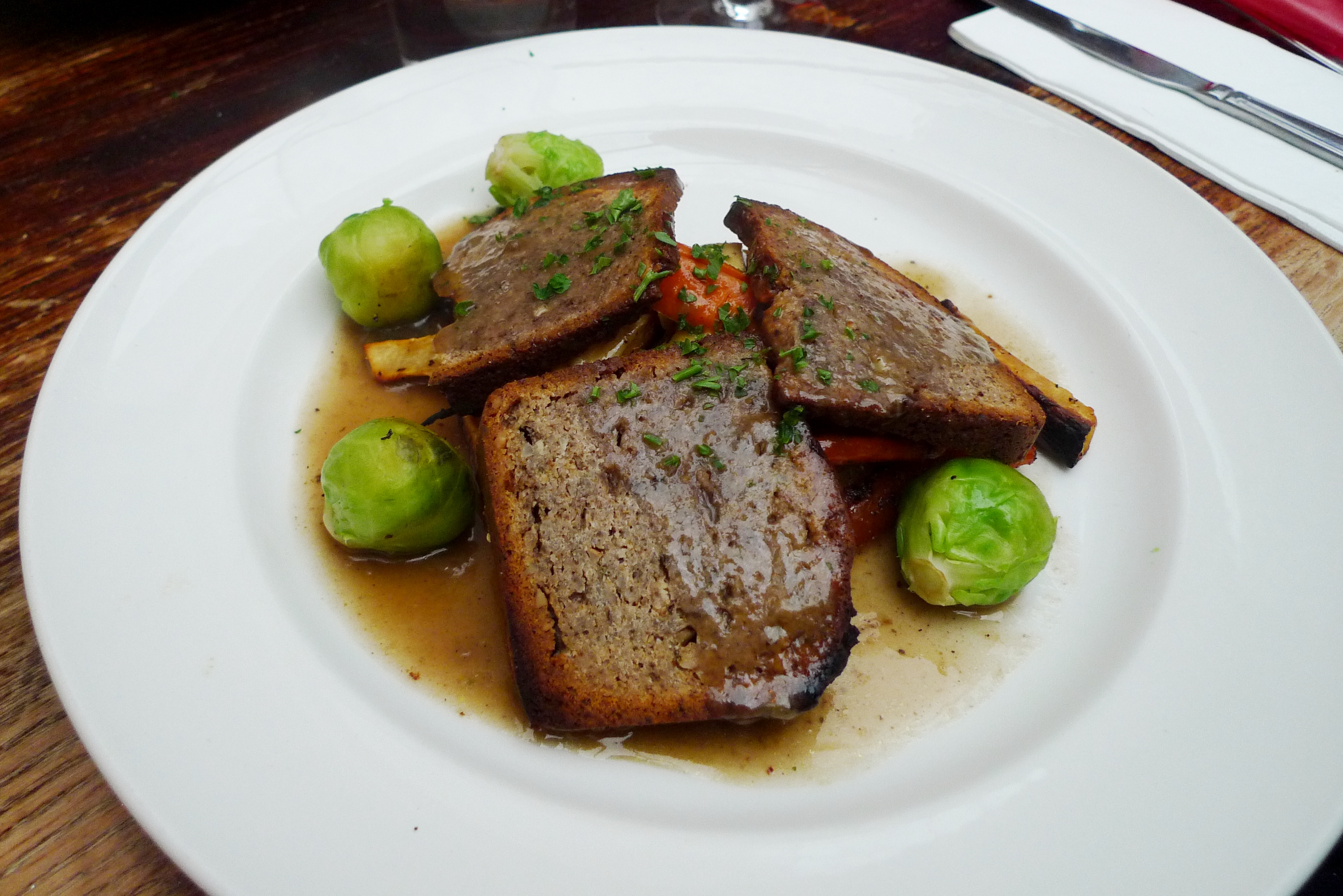
芽キャベツとスライスしたナットロースト

ナットロースト（Nut roast）またはローストナットローフ（Roast nut loaf）は、ナッツ、穀物、植物油、ブロスまたはバター、および調味料をローフの形または長いキャセロール皿で形成してローストしたベジタリアン料理。伝統的な英国式のローストディナーで肉の代わりによく食される。クリスマスのディナー 、伝統的なサンデーローストなどでも供される。カナダやアメリカでは感謝祭やその他の収穫祭の食事で菜食主義者やビーガン用のメインディッシュとしても作られる。

## 材料
通常、クルミ、ヘーゼルナッツ、ブラジルナッツ、ピカンナッツ、カシューナッツ、ピスタチオ、栗、ヒマワリの種、ピーナッツといったナッツ類、さらにはレンズ豆などのマメ科植物を単一で、または複数組み合わせたものが使われる。ナッツは丸ごと、みじん切り、またはすりつぶして使い、パン粉や1日経ったパン、ご飯、蕎麦のカーシャ、ひきわりの穀物、大麦、ライ麦、キビなどの1つまたは複数の穀物、タマネギ、ニンニク、ネギなど香味野菜、野菜スープストックまたはブイヨンキューブ、オリーブオイルまたはバターなどを加え形成する。調味料やハーブが好みので加えられ、きのこを炒めたもの、削ったトリュフ、フレーバーオイル、トマト、チーズなどで風味と食感に変化を持たせる。ベジマイト、マーマイト、醤油などをスープストックとして使うこともある。卵を繋ぎとして使用する場合もある。

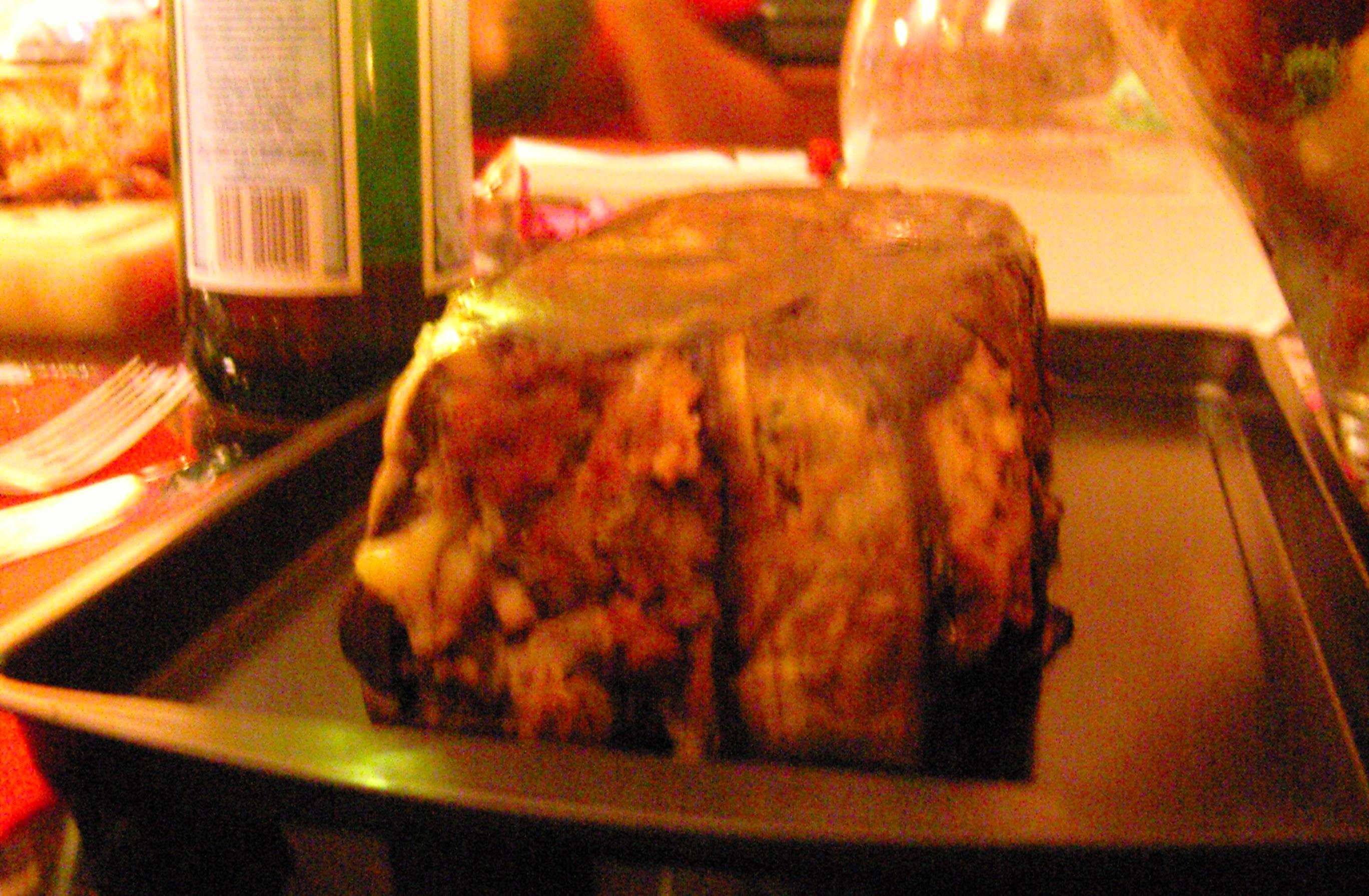
スライスする前のナットロースト

材料を混ぜ合わせたものはローフパンまたは他のベイク皿でしっかりと固まるかクラストが出来るまでローストもしくはベイクされ、副菜とともに供される。完成したローストに付け合わせや装飾としてナッツを添えてもよい。
英国では水を加えてオーブンで焼くだけのインスタント製品も入手可能。